# Release Some Tension
| Recensione           | Giudizio |
| -------------------- | -------- |
| AllMusic             |          |
| Entertainment Weekly | B+       |

Release Some Tension è il terzo album in studio del gruppo musicale femminile statunitense SWV, pubblicato nel 1997.

## Tracce
1. Someone (feat. Puff Daddy) – 4:05
2. Release Some Tension (feat. Foxy Brown) – 4:05
3. Lose My Cool (feat. Redman) – 4:38
4. Love Like This (feat. Lil' Cease) – 3:46
5. Can We (feat. Missy Elliott) – 4:51
6. Rain – 4:25
7. Give It Up (feat. Lil' Kim) – 4:41
8. Come and Get Some (feat. E-40) – 4:23
9. When U Cry – 4:31
10. Lose Myself – 4:38
11. Here For You – 4:53
12. Gettin' Funky (feat. Snoop Dogg) – 4:19